# 1. FC Breslau
1. FC Breslau – niemiecki klub piłkarski z siedzibą we Wrocławiu, działający w latach 1934–1945.

## Historia
W 1934 roku został założony klub 1. FC Breslau, w miejsce rozwiązanego przez nazistów w 1933 roku robotniczego klubu SV Stern Breslau. 
W 1938 awansował do Gauliga Schlesien. W sezonie 1938/39 zajął ostatnie (spadkowe) 10. miejsce. W wyniku reorganizacji systemu lig w sezonie 1939/40 pozostał w Gauliga Schlesien i występował w grupie regionalnej Gruppe Mittel- und Niederschlesien. Zajął przedostatnie 6. miejsce i spadł z ligi.